# Maximilien Doreye
Maximilien Nicolas Alexandre Doreye of d'Oreye (Luik, 7 oktober 1841 - 31 oktober 1903) was een Belgisch senator.

## Levensloop
Doreye was een zoon van Alexandre d'Oreye (1798-1886), lid van het Nationaal Congres en eerste voorzitter van het Hof van Beroep in Luik, en van Barbe Lemarchand (1803-1881). Hij trouwde met Valérie Bégasse (1847-1932), en ze hadden drie kinderen: Alexandre (1871-1943), Ludovic d'Oreye de Lantremange (1878-1960) en Thérèse (1881-1947).
Doreye promoveerde tot doctor in de rechten (1862) en tot doctor in de politieke en administratieve wetenschappen (1863) aan de Universiteit Luik.
Beroepshalve was hij industrieel. Hij was onder meer oprichter van de Immobilière argentine (1890).
Politiek speelde hij een invloedrijke rol in de Luikse katholieke partij. In 1874 stichtte hij de Union catholique, de Luikse katholieke kiesvereniging. 
Van 1870 tot 1874 was hij provincieraadslid.
Toen hij in 1895 tot officier in de Leopoldsorde werd bevorderd, organiseerden zijn vrienden een openbare inschrijving om hem een geschenk aan te bieden. Bij die gelegenheid werd gewezen op zijn jarenlange inspanningen en inzet voor caritatieve activiteiten.
Hij was al op leeftijd toen hij in 1900 verkozen werd tot katholiek senator voor het arrondissement Luik. Dit mandaat werd voortijdig afgebroken door zijn dood. Hij was tot aan zijn dood ondervoorzitter van het inrichtend comité voor de wereldtentoonstelling in Luik in 1905.